# 武定直隸州
武定直隸州，清朝时在今云南省设置的直隸州。

武定州在云南省的位置（1820年）

元朝至元十一年（1274年）设置武定路。明太祖洪武十五年（1382年）三月改为武定军民府。万历三十五年（1607年）改为武定府。武定府领二州和曲州、禄劝州、一县元谋县。治所在和曲州。清朝乾隆三十五年（1770年）降为武定直隶州，裁府治和曲州，降禄劝州为禄劝县。辖境相当今云南省武定县、禄劝彝族苗族自治县、元谋县等地。武定直隶州隶云武分巡、粮储道。民国二年（1913年）废武定直隶州为武定县。